# Aigua d'arròs
L'aigua d'arròs és una suspensió de midó que s'obté escorrent arròs bullit o bullint l'arròs fins que es dissol completament a l'aigua. Es pot utilitzar com a gruel per a persones convalescents i és especialment eficaç en el tractament de la diarrea en els casos de còlera o gastroenteritis.

## Història
Històricament, les dones de diverses regions asiàtiques com la Xina, el Japó i el sud-est asiàtic han aplicat l'aigua d'arròs com a tractament per al cabell durant centennis. L'ús de l'aigua d'arròs es remunta al període Heian (794 aC a 1185 dC) al Japó. Es coneix que les dones japoneses durant aquest període portaven els cabells llargs fins al terra que mantenien sans banyant-los amb aigua d'arròs.
També les dones yao atribueixen el seu cabell llarg i sa a banyar-lo i remullar-lo amb aigua d'arròs. 